# 肖王镇
肖王乡，是中华人民共和国河南省信阳市平桥区下辖的一个乡镇级行政单位。

## 行政区划
肖王乡下辖以下地区：
肖王村、梅黄村、刘湖村、陈堂村、梁湾村、郭洼村、许岗村、黄堂村和新店村。